# División de Honor de fútbol sala 1997-98
La temporada 1997-98 de División de Honor fue la 9.ª edición de la máxima competición de la Liga Nacional de Fútbol Sala española. Se disputó entre el 13 de septiembre de 1997 y el 21 de junio de 1998.
La liga empezó con 18 equipos y un sistema de liga basado en fase regular más fase final, en el que los ocho primeros disputarían el título de campeón y los tres últimos descendían a División de Plata. Sin embargo, el Zaragoza FS fue descalificado por incomparecer en dos partidos seguidos y más tarde desapareció, por lo que solo bajaron dos clubes y la liga regular terminó con 17 formaciones.
El campeón fue ElPozo Murcia, que batió en la final al CLM Talavera en cinco partidos.

## Campeonato

### Liga regular
| Puesto | Equipo                   | Ptos | J  | G  | E | P  | GF  | GC  | DG  | Nota                         |
| ------ | ------------------------ | ---- | -- | -- | - | -- | --- | --- | --- | ---------------------------- |
| 1      | Caja Segovia FS          | 75   | 32 | 23 | 6 | 3  | 125 | 77  | +48 | Fase final                   |
| 2      | ElPozo Murcia            | 74   | 32 | 23 | 5 | 4  | 174 | 95  | +79 | Fase final                   |
| 3      | Boomerang Interviú       | 73   | 32 | 3  | 4 | 5  | 160 | 102 | +58 | Fase final                   |
| 4      | CLM Talavera             | 66   | 32 | 21 | 3 | 8  | 165 | 97  | +68 | Fase final                   |
| 5      | Playas de Castellón      | 60   | 32 | 18 | 6 | 8  | 135 | 91  | +44 | Fase final                   |
| 6      | Caja San Fernando Jerez  | 46   | 32 | 13 | 7 | 12 | 105 | 104 | +1  | Fase final                   |
| 7      | Industrias García        | 45   | 32 | 13 | 6 | 13 | 141 | 146 | -5  | Fase final                   |
| 8      | Yumas Valencia           | 44   | 32 | 13 | 5 | 14 | 124 | 132 | -8  | Fase final                   |
| 9      | Fiat Carnicer Torrejón   | 41   | 32 | 12 | 5 | 15 | 131 | 140 | -9  |                              |
| 10     | Rías Baixas FS           | 40   | 32 | 12 | 4 | 16 | 116 | 125 | -9  |                              |
| 11     | Maspalomas Costa Canaria | 38   | 32 | 11 | 5 | 16 | 90  | 106 | -16 |                              |
| 12     | Seat Martorell FS        | 36   | 32 | 11 | 3 | 18 | 94  | 132 | -38 |                              |
| 13     | Dulma Astorga            | 32   | 32 | 9  | 3 | 20 | 117 | 157 | -40 |                              |
| 14     | Jaén Paraíso Interior    | 30   | 32 | 9  | 2 | 21 | 99  | 157 | -58 |                              |
| 15     | Sol Fuerza Salamanca     | 29   | 32 | 9  | 2 | 21 | 99  | 140 | -41 |                              |
| 16     | Ourense FS               | 25   | 32 | 7  | 4 | 21 | 95  | 143 | -48 | Descenso a División de Plata |
| 17     | FC Barcelona             | 24   | 32 | 7  | 3 | 22 | 97  | 159 | -62 | Descenso a División de Plata |
| 18     | Zaragoza FS              | 0    | -  | -  | - | -  | -   | -   | -   | Descenso a División de Plata |

Ascienden a División de Honor 1998/99: Mínguez Sáez Cartagena, MRA Carsal Xota Navarra y O Parrulo Indunor.
Nota: El Zaragoza FS fue descalificado de la competición a falta de nueve jornadas por incomparecencias reiteradas.
Sistema de puntuación: Victoria = 3 puntos; Empate (E) = 1 punto; Derrota = 0 puntos

### Fase final
|  | Cuartos de final          | Cuartos de final    |                      |                   | Semifinales         | Semifinales         |  |                | Final               | Final               |  |
|  | Mejor de 3 partidos       | Mejor de 3 partidos |                      |                   | Mejor de 3 partidos | Mejor de 3 partidos |  |                | Mejor de 5 partidos | Mejor de 5 partidos |  |
|  |                           |                     |                      |                   |                     |                     |  |                |                     |                     |  |
|  |                           |                     |                      |                   |                     |                     |  |                |                     |                     |  |
|  | 1 Caja Segovia FS         | 2                   |                      |                   |                     |                     |  |                |                     |                     |  |
|  | 1 Caja Segovia FS         | 2                   |                      |                   |                     |                     |  |                |                     |                     |  |
|  | 8 Yumas Valencia          | 0                   |                      |                   |                     |                     |  |                |                     |                     |  |
|  | 8 Yumas Valencia          | 0                   |                      | 1 Caja Segovia FS | 0                   |                     |  |                |                     |                     |  |
|  |                           |                     |                      | 1 Caja Segovia FS | 0                   |                     |  |                |                     |                     |  |
|  |                           |                     | 4 CLM Talavera       | 2                 |                     |                     |  |                |                     |                     |  |
|  | 4 CLM Talavera            | 2                   | 4 CLM Talavera       | 2                 |                     |                     |  |                |                     |                     |  |
|  | 4 CLM Talavera            | 2                   |                      |                   |                     |                     |  |                |                     |                     |  |
|  | 5 Playas de Castellón     | 1                   |                      |                   |                     |                     |  |                |                     |                     |  |
|  | 5 Playas de Castellón     | 1                   |                      |                   |                     |                     |  | 1 CLM Talavera | 2                   |                     |  |
|  |                           |                     |                      |                   |                     |                     |  | 1 CLM Talavera | 2                   |                     |  |
|  |                           |                     | 2 ElPozo Murcia      | 3                 |                     |                     |  |                |                     |                     |  |
|  | 2 ElPozo Murcia           | 2                   | 2 ElPozo Murcia      | 3                 |                     |                     |  |                |                     |                     |  |
|  | 2 ElPozo Murcia           | 2                   |                      |                   |                     |                     |  |                |                     |                     |  |
|  | 7 Industrias García       | 0                   |                      |                   |                     |                     |  |                |                     |                     |  |
|  | 7 Industrias García       | 0                   |                      | 2 ElPozo Murcia   | 2                   |                     |  |                |                     |                     |  |
|  |                           |                     |                      | 2 ElPozo Murcia   | 2                   |                     |  |                |                     |                     |  |
|  |                           |                     | 3 Boomerang Interviú | 0                 |                     |                     |  |                |                     |                     |  |
|  | 3 Boomerang Interviú      | 2                   | 3 Boomerang Interviú | 0                 |                     |                     |  |                |                     |                     |  |
|  | 3 Boomerang Interviú      | 2                   |                      |                   |                     |                     |  |                |                     |                     |  |
|  | 6 Caja San Fernando Jerez | 0                   |                      |                   |                     |                     |  |                |                     |                     |  |
|  | 6 Caja San Fernando Jerez | 0                   |                      |                   |                     |                     |  |                |                     |                     |  |
|  |                           |                     |                      |                   |                     |                     |  |                |                     |                     |  |

| Campeón de la Liga Nacional de Fútbol Sala |
| ------------------------------------------ |
| ElPozo Murcia Primer título                |

## Goleadores
| Puesto | Jugador       | Equipo                 | Goles |
| ------ | ------------- | ---------------------- | ----- |
| 1      | Joan Linares  | CLM Talavera           | 57    |
| 2      | Paulo Roberto | ElPozo Murcia          | 50    |
| 3      | Edesio        | Boomerang Interviú     | 45    |
| 4      | Richard       | Fiat Carnicer Torrejón | 41    |
| 4      | Cupim         | ElPozo Murcia          | 41    |